# 山下末則
山下 末則（やました すえのり、1948年3月14日 - ）は、日本のアナウンサー、実業家。株式会社パーフェクト・スピーチ代表取締役社長、株式会社ヤマシタルーム代表取締役。株式会社ウェザーニューズ顧問。みやざき大使。

## 来歴・人物
福岡県北九州市出身。福岡県立東筑高等学校、北九州大学（現：北九州市立大学）外国語学部米英語学科を卒業後、1970年4月に宮崎放送（MRT）へ入社、同社アナウンサーを経て、1981年4月に日本テレビ放送網（日テレ）へ入社した。同期に小倉淳、菅家ゆかりがいる。
日テレ入社後は主にプロ野球・読売ジャイアンツ（巨人）戦中継の実況を担当し、セントラル・リーグ公式戦では、1990年9月8日に吉村禎章が打ったサヨナラホームランで優勝決定した試合（対ヤクルトスワローズ戦。東京ドーム）や、1993年6月9日伊藤智仁が当時セ・リーグタイ記録の16奪三振記録達成後の初球を篠塚和典選手がサヨナラホームランにした試合。(対ヤクルトスワローズ戦。石川県立野球場)
1994年5月18日に槙原寛己が完全試合を達成した試合（対広島東洋カープ戦。福岡ドーム）を務めた。また、シーズン開幕戦（開催が東京ドームの場合のみ）の実況は1991年（対中日）、1995年、小早川毅彦が3打席連続本塁打を放った1997年（ともに対ヤクルト）の3回担当した。日本シリーズでは1990年の日本シリーズの第2戦、1994年の日本シリーズの第2戦（いずれも対西武ライオンズ戦）、1996年の日本シリーズの第1戦（対オリックス・ブルーウェーブ）、2000年の日本シリーズの第4戦（対福岡ダイエーホークス）を担当した。
野球以外にも陸上競技に精通しており、箱根駅伝のセンター実況を1997年から8年間務めた。他にもサッカー中継の実況も担当しており、トヨタカップでは1986年（リーベル・プレート対ステアウア・ブカレスト）、1993年（サンパウロFC対ACミラン）、1995年（アヤックス対グレミオ）、1997年（ボルシア・ドルトムント対クルゼイロ）の大会を担当。Jリーグでは1993年11月10日のニコスシリーズ、ヴェルディ川崎対横浜マリノス戦（国立競技場。武田修宏のVゴールにより、ヴェルディが対マリノス戦初勝利をした試合）を実況している。近代オリンピックも二度担当した。
2006年6月には、日テレの関連会社であるアール・エフ・ラジオ日本へ出向し、営業職（営業局総務）を務めた。2008年3月に定年を迎え、日テレを退職。同年4月には企業の社長や重役を対象としたスピーチコンサルティング会社「株式会社パーフェクト・スピーチ」を設立した。社長業のかたわら、フリーアナウンサーとして、スカイパーフェクTV!（→スカパー!）等衛星テレビ放送各局で放送されるスポーツ中継の実況を務めることもある。2009年1月頃より、オーディックと業務提携を結んで活動。
2011年、東京プロ野球記者OBクラブ へ入会。

## 出演番組
太字は出演中

### 日本テレビ時代
- スポーツ中継
  - PRIDE&SPIRIT 日本プロ野球（プロ野球。1981年 - 2006年まで、600試合超の巨人戦を担当[1]。タイトルは降板当時のもの）
  - 陸上競技・マラソン
    - 新春スポーツスペシャル箱根駅伝
      - 71回、72回（1号車実況）
      - 73回 - 80回（センター実況）
      - 81回、82回（インタビュアー）

    - 世界陸上競技選手権大会（1987年ローマ大会、1991年東京大会。マラソン実況）

  - ミラノマラソン（1987年）
  - ロンドンマラソン（1990年）
  - 東京国際マラソン（1992年）
  - サッカー中継
    - トヨタカップ（1986年、1993年、1995年、1997年）
    - Jリーグ中継（1993年 - 1998年[1]。主にヴェルディ川崎戦を担当[1]）

  - ゴルフ中継
  - バスケットボール中継
  - ボクシング中継
  - 近代オリンピック中継
    - バルセロナオリンピック（1992年7月 - 8月。陸上、バスケットボール、ボクシング、閉会式。JC実況）
    - 長野オリンピック（1998年2月。スピードスケート、閉会式。JC実況）
- 日テレNEWS24スポ天ワイド（メインキャスター）
- 笑点（アナウンサー大喜利に数回参加）

### フリーランス後
- Jリーグ中継（スカパー!。2008年より[1]）
- バスケットボール中継（スカパー!）
- プロ野球中継
  - 千葉ロッテマリーンズ主催試合中継
    - 『BS12 プロ野球中継』[1]（Twellv→BS12。2008年より[1] 担当）
    - 『侍プロ野球』（TBSニュースバード。2015年より）

  - 福岡ソフトバンクホークス主催試合中継
    - 『J SPORTS STADIUM』（J SPORTS。? - 2011年）
    - 『日テレプラス プロ野球中継 HAWKS Perfect Live』（日テレプラス。2012年）
    - 『BASEBALL CENTER』（FOXスポーツ&エンターテイメント。2013年 - 2015年）
    - 『HAWKS BASEBALL PARK』（FOXスポーツ＆エンターテイメント。2016年 - 2019年）
    - 『HAWKS プロ野球中継』(スポーツライブ＋。2020年 - )
    - 『TwellV プロ野球中継』→『BS12 プロ野球中継』
    - 『パ・リーグ応援宣言!ホークス中継』（TOKYO MX）
- LPGA女子ゴルフツアー中継（WOWOW）
- 知って特ダネ・日本経済（ラジオ日本。レギュラー司会[1]。2008年8月[1] - ?）
- 『BASEBALL CENTER』（FOX SPORTS ジャパン。2013年 - 2014年担当）

## イベント司会・コーディネーター
- 団塊の世代フォーラム（横浜市主催。コーディネーター。2007年9月、2008年9月）[1]
- 2008年プロ野球コンベンション（司会。2008年11月）[1]
- オリンピック・パラリンピック選手トークショー（府中市主催。司会。2008年11月）[1]

## 連載コラム
- 山下末則のスポーツ末広がり（東京スポーツ）[8]